# ويليام بيكرينغ (سياسي)
ويليام بيكرينغ (بالإنجليزية: William Pickering)‏ هو سياسي أمريكي، ولد في 15 مارس 1798 في المملكة المتحدة، وتوفي في 22 أبريل 1873 في الولايات المتحدة. حزبياً، نشط في الحزب الجمهوري. وقد انتخب Governor of the Territory of Washington ‏ (يونيو 1862 – 8 يناير 1867) وانتخب عضو مجلس نواب إلينوي.